# Muiredach Bolgrach
Muiredach Bolgrach, figlio di Siomón Brecc (... – ...), è stato, secondo la leggenda e la tradizione storica irlandese medievale, re supremo d'Irlanda.
Prese il potere uccidendo il suo predecessore, Dui Finn, che aveva ucciso il padre di Muiredach. Regnò per 13 mesi o quattro anni (a seconda delle fonti) e fu infine ucciso dal figlio di Dui, Énna Derg. Il Lebor Gabála Érenn sincronizza il suo regno con quello di Artaserse I (465-424 a.C.) di Persia. Goffredo Keating data il suo regno dal 674 al 670 a.C., gli Annali dei Quattro Maestri dall'894 all'893 a.C.

### Fonti antiche
- Seathrún Céitinn, Foras Feasa ar Éirinn 1.26
- Annali dei Quattro Maestri M4306-4307